# Repräsentantenhaus von Kentucky
Das Repräsentantenhaus von Kentucky (Kentucky House of Representatives) ist das Unterhaus der Kentucky General Assembly, der Legislative des US-Bundesstaates Kentucky. Im Abschnitt 47 der Verfassung von Kentucky ist vereinbart, dass alle Gesetzesentwürfe bezüglich der Anhebung der Staatseinnahmen dem Repräsentantenhaus entstanden sein müssen.
Die Parlamentskammer setzt sich aus 100 Abgeordneten zusammen, die jeweils einen Wahldistrikt repräsentieren. Die Abgeordneten werden jeweils für zweijährige Amtszeiten gewählt. Entsprechend dem Abschnitt 32 der Verfassung von Kentucky muss ein Mitglied des Repräsentantenhauses ein Staatsbürger der Vereinigten Staaten sein und mindestens schon zwei Jahre in Kentucky gelebt haben. Ferner muss man vor der Wahl mindestens ein Jahr in dem Wahlbezirk gewohnt haben. Laut Abschnitt 30 der Verfassung von Kentucky werden die Abgeordneten alle zwei Jahre im November gewählt, was nach einer regulären Sitzung der General Assembly folgt. Es existiert keine Beschränkung der Amtszeiten.
Der Sitzungssaal des Repräsentantenhauses befindet sich gemeinsam mit dem Staatssenat im Kentucky State Capitol in der Hauptstadt Frankfort.

## Struktur der Kammer
Vorsitzender des Repräsentantenhauses ist der Speaker of the House. Er wird zunächst von der Mehrheitsfraktion der Kammer ebenfalls für eine zweijährige Amtszeit gewählt, ehe die Bestätigung durch das gesamte Parlament folgt. Der Speaker ist auch für den Ablauf der Gesetzgebung verantwortlich und überwacht die Abstellungen in die verschiedenen Ausschüsse. Amtsinhaber ist seit 2019 der Republikaner David Osborne.
Weitere wichtige Amtsinhaber sind der Mehrheitsführer (Majority leader) und der Oppositionsführer (Minority leader), die von den jeweiligen Fraktionen gewählt werden. Majority leader der Republikaner ist Steven Rudy, als demokratischer Minority leader fungiert Derrick Graham.

## Zusammensetzung nach der Wahl im Jahr 2022
| Partei | Partei                 | Abgeordnete |
| ------ | ---------------------- | ----------- |
|        | Republikanische Partei | 80          |
|        | Demokratische Partei   | 20          |
| Summe  | Summe                  | 100         |